# Paavo Kinnunen
Paavo Kai Johannes Kinnunen, född 19 maj 1950 i Helsingfors, död 21 september 2017, var en finländsk biokemist.
Kinnunen blev medicine och kirurgie doktor 1977, var docent 1983–1990 och var därefter professor i biokemi vid biomedicinska institutionen vid Helsingfors universitet, efter att tidigare under flera perioder varit assistent och lärare där. Han publicerade artiklar inom fysiologisk, medicinsk och biofysikalisk kemi. Han erhöll flera patent och grundade 1994 företaget Kibron Inc., som utvecklar mätinstrument för universiteten, läkemedelsindustrin och den kemiska industrin. Han invaldes i Det Kongelige Danske Videnskabernes Selskab 2004 som den femte finländaren sedan akademins grundande 1742.